# Numa Marci el Vell
Numa Marci el Vell (en llatí Numa Marcius) va ser un llegendari notable romà d'origen sabí que va viure durant el període monàrquic. Era fill de Marcus, esmentat a la llegenda de Numa Pompili. Numa Marci va induir a Numa Pompili a acceptar el tron de Roma i el va acompanyar des del país dels sabins fins a la ciutat, on Marci es va convertir en membre del senat i el seu amic ara rei el va nomenar pontífex màxim i dipositari de tots els poders religiosos. Va ser el pare de Numa Marci el Jove.
Es diu que a la mort de Numa Pompili va aspirar al tron i que en ser elegit Tul·li Hostili, es va deixar morir de gana, segons Plutarc i Titus Livi.